# Olympische Winterspiele 2010/Teilnehmer (Schweden)
| Gelbes Symbol für Goldmedaillen mit stilisierten Olympischen Ringen | Graues Symbol für Silbermedaillen mit stilisierten Olympischen Ringen | Braundes Symbol für Bronzemedaillen mit stilisierten Olympischen Ringen |
| ------------------------------------------------------------------- | --------------------------------------------------------------------- | ----------------------------------------------------------------------- |
| 5                                                                   | 2                                                                     | 4                                                                       |

Schweden nahm an den Olympischen Winterspielen 2010 im kanadischen Vancouver mit 108 Sportlern in neun Sportarten teil.

## Flaggenträger

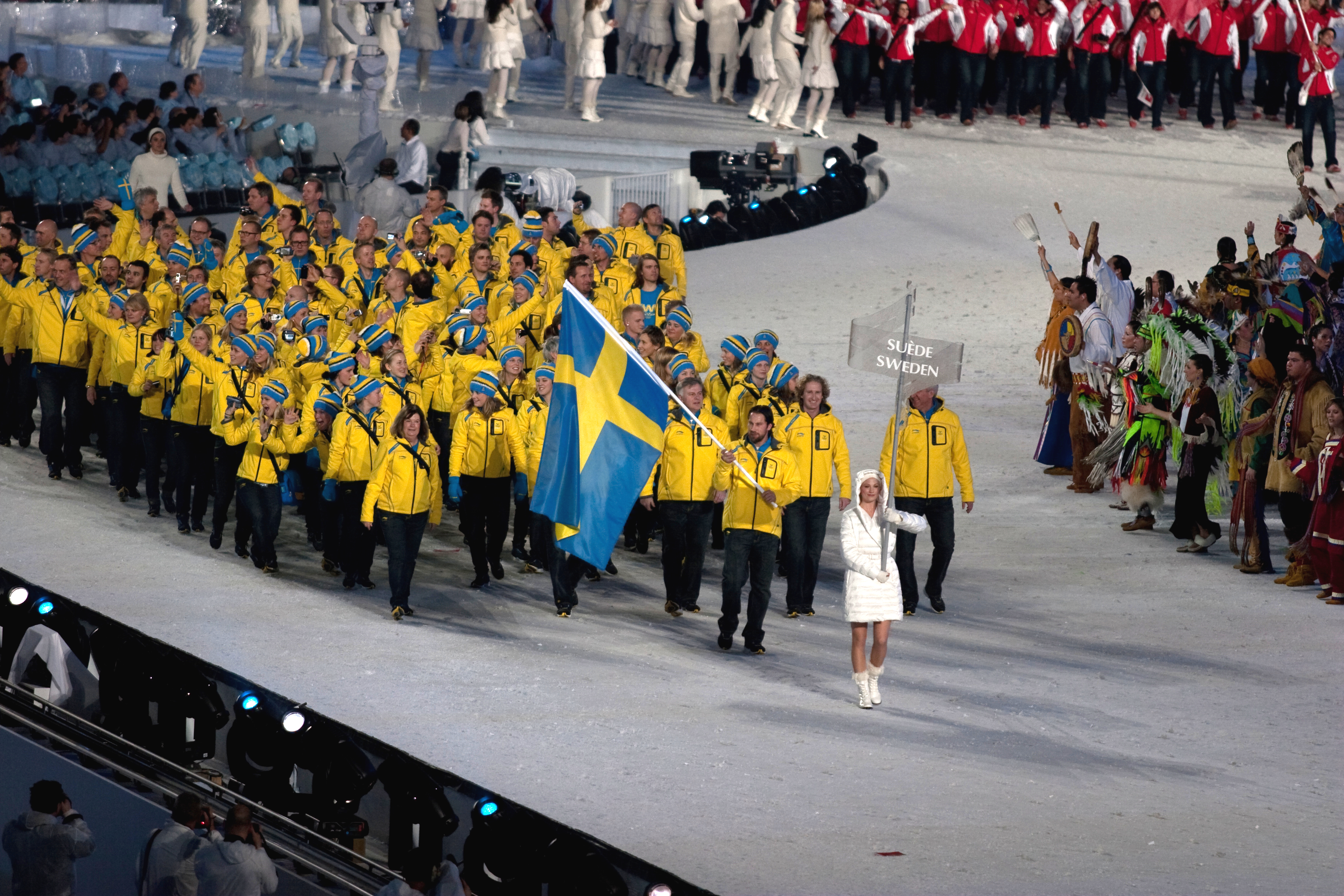
Einmarsch der schwedischen Delegation

Der Eishockeyspieler Peter Forsberg trug die Flagge Schwedens während der Eröffnungsfeier im BC Place Stadium, bei der Abschlussfeier trug sie der
Skilangläufer Marcus Hellner.

## Medaillengewinner

### Gold
| Name                                                                   | Sportart    | Wettkampf                |
| ---------------------------------------------------------------------- | ----------- | ------------------------ |
| Charlotte Kalla                                                        | Skilanglauf | 10 km Freistil           |
| Björn Ferry                                                            | Biathlon    | Verfolgung (12,5 km)     |
| Marcus Hellner                                                         | Skilanglauf | Doppelverfolgung (30 km) |
| Anders Södergren, Johan Olsson, Daniel Rickardsson & Marcus Hellner    | Skilanglauf | Staffel (4 × 10 km)      |
| Anette Norberg Eva Lund Cathrine Lindahl Anna Le Moine Kajsa Bergström | Curling     | Frauen-Turnier           |

### Silber
| Name                        | Sportart    | Wettkampf                |
| --------------------------- | ----------- | ------------------------ |
| Anna Haag                   | Skilanglauf | Doppelverfolgung (15 km) |
| Anna Haag & Charlotte Kalla | Skilanglauf | Teamsprint (Freistil)    |

### Bronze
| Name         | Sportart    | Wettkampf                     |
| ------------ | ----------- | ----------------------------- |
| André Myhrer | Ski Alpin   | Slalom                        |
| Johan Olsson | Skilanglauf | Doppelverfolgung (30 km)      |
| Johan Olsson | Skilanglauf | 50 km Massenstart (klassisch) |
| Anja Pärson  | Ski Alpin   | Super Kombination             |

## Teilnehmer nach Sportarten

### Biathlon
| Männer - Carl-Johan Bergman 10 km Sprint: 42. Platz 12,5 km Verfolgung: 19. Platz 20 km Einzel: 61. Platz 4 × 7,5 km Staffel: 4. Platz - Björn Ferry 10 km Sprint: 8. Platz 12,5 km Verfolgung: Gold 20 km Einzel: 42. Platz 4 × 7,5 km Staffel: 4. Platz - Magnus Jonsson 10 km Sprint: 79. Platz - Fredrik Lindström 10 km Sprint: 38. Platz 12,5 km Verfolgung: 33. Platz 20 km Einzel: 77. Platz 4 × 7,5 km Staffel: 4. Platz - Mattias Nilsson 20 km Einzel: 34. Platz 4 × 7,5 km Staffel: 4. Platz | Frauen - Sofia Domeij 7,5 km Sprint: 41. Platz 10 km Verfolgung: 41. Platz - Elisabeth Högberg 15 km Einzel: 77. Platz 4 × 6 km Staffel: 5. Platz - Helena Jonsson 7,5 km Sprint: 12. Platz 10 km Verfolgung: 14. Platz 15 km Einzel: 49. Platz 12,5 km Massenstart: 10. Platz 4 × 6 km Staffel: 5. Platz - Anna Maria Nilsson 7,5 km Sprint: 16. Platz 10 km Verfolgung: 47. Platz 15 km Einzel: 24. Platz 12,5 km Massenstart: 28. Platz 4 × 6 km Staffel: 5. Platz - Anna Carin Olofsson 7,5 km Sprint: 20. Platz 10 km Verfolgung: 4. Platz 15 km Einzel: 17. Platz 12,5 km Massenstart: 13. Platz 4 × 6 km Staffel: 5. Platz |

### Curling

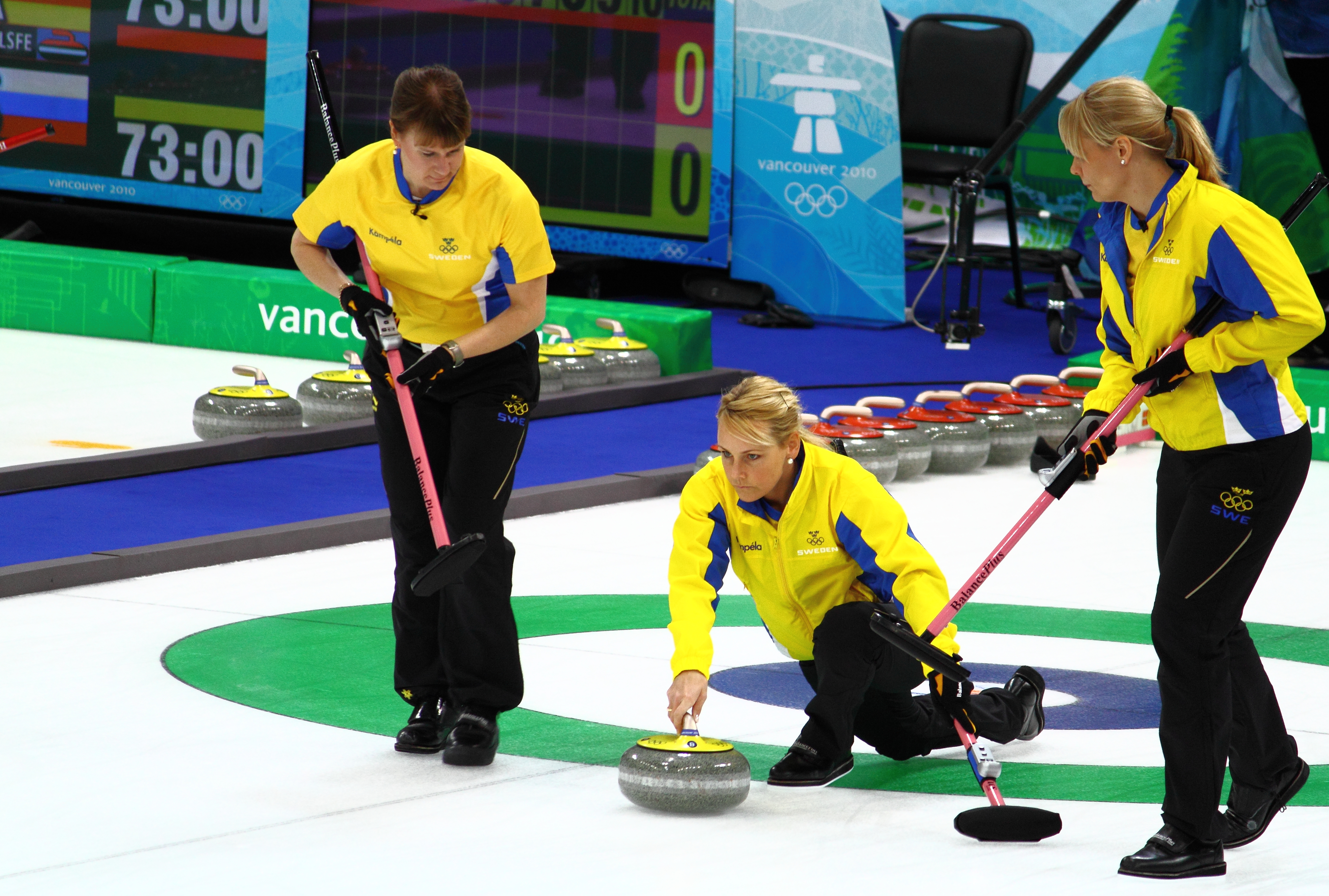
Das schwedische Damenteam (v.l. Cathrine Lindahl, Anna Le Moine und Eva Lund) bei den Olympischen Winterspielen 2010

| Männer - Niklas Edin (Skip) - Sebastian Kraupp (Third) - Fredrik Lindberg (Second) - Viktor Kjäll (Lead) - Oskar Eriksson (Ersatz) 4. Platz | Frauen - Anette Norberg (Skip) - Eva Lund (Third) - Cathrine Lindahl (Second) - Anna Le Moine (Lead) - Kajsa Bergström (Ersatz) Gold |

### Eishockey
| Männer 5. Platz Torhüter: - Jonas Gustavsson (Toronto Maple Leafs) - Stefan Liv (HV71) - Henrik Lundqvist (New York Rangers) Verteidiger: - Tobias Enström (Atlanta Thrashers) - Magnus Johansson (Linköpings HC) - Niklas Kronwall (Detroit Red Wings) - Nicklas Lidström (Detroit Red Wings) - Douglas Murray (San Jose Sharks) - Johnny Oduya (Atlanta Thrashers) - Henrik Tallinder (Buffalo Sabres) - Mattias Öhlund (Tampa Bay Lightning) Stürmer: - Daniel Alfredsson (Ottawa Senators) - Nicklas Bäckström (Washington Capitals) - Loui Eriksson (Dallas Stars) - Peter Forsberg (MODO Hockey) - Johan Franzén (Detroit Red Wings) - Tomas Holmström (Detroit Red Wings) - Patric Hörnqvist (Nashville Predators) - Fredrik Modin (Columbus Blue Jackets) - Samuel Påhlsson (Columbus Blue Jackets) - Daniel Sedin (Vancouver Canucks) - Henrik Sedin (Vancouver Canucks) - Mattias Weinhandl (HK Dynamo Moskau) - Henrik Zetterberg (Detroit Red Wings) | Frauen 4. Platz Torhüterinnen: - Sara Grahn (Linköpings HC) - Valentina Lizana (AIK Solna) - Kim Martin (University of Minnesota Duluth) Verteidigerinnen: - Emilia Andersson (Segeltorps IF) - Gunilla Andersson (Segeltorps IF) - Jenni Asserholt (Linköpings HC) - Emma Eliasson (Brynäs IF) - Frida Nevalainen (MODO Hockey) - Emma Nordin (MODO Hockey) Stürmerinnen: - Tina Enström (MODO Hockey) - Elin Holmlöv (Segeltorps IF) - Erika Holst (Segeltorps IF) - Isabelle Jordansson (AIK Solna) - Klara Myrén (Leksands IF) - Cecilia Östberg (Leksands IF) - Maria Rooth (AIK Solna) - Danijela Rundqvist (AIK Solna) - Frida Svedin-Thunström (MODO Hockey) - Katarina Timglas (AIK Solna) - Erica Udén Johansson (Segeltorps IF) - Pernilla Winberg (Segeltorps IF) |

### Eiskunstlauf
| Athleten           | Kurzprogramm | Kurzprogramm | Kür    | Kür  | Punkte | Rang |
| Athleten           | Punkte       | Rang         | Punkte | Rang | Punkte | Rang |
| ------------------ | ------------ | ------------ | ------ | ---- | ------ | ---- |
| Herren             |              |              |        |      |        |      |
| Adrian Schultheiss | 63,13        | 22.          | 137,31 | 13.  | 200,44 | 15.  |

### Eisschnelllauf
Männer
- Joel Eriksson
1500 m: 24. Platz
- Daniel Friberg
1500 m: 25. Platz
- Johan Röjler
1500 m: 28. Platz
5000 m: 21. Platz

### Freestyle-Skiing
| Männer - Jesper Björnlund (Moguls) - Tommy Eliasson (Skicross) - Michael Forslund (Skicross) - Eric Iljans (Skicross) - Lars Lewén (Skicross) - Per Spett (Moguls) | Frauen - Anna Holmlund (Skicross) - Magdalena Iljans (Skicross) |

### Ski Alpin
| Männer - Axel Bäck Slalom: disqualifiziert - Jens Byggmark Slalom: 22. Platz - Mattias Hargin Slalom: 14. Platz - Patrik Järbyn Abfahrt: 29. Platz Super-G: DNF - Anton Lahdenperä - Markus Larsson Abfahrt: 43. Platz Riesenslalom: 27. Platz Super-Kombination: 16. Platz - André Myhrer Riesenslalom: DNF Slalom: Bronze - Hans Olsson Abfahrt: 12. Platz Riesenslalom: nicht gestartet Super-G: DNF Super-Kombination: DNF | Frauen - Therese Borssén Slalom: 21. Platz - Frida Hansdotter Slalom: 15. Platz - Kajsa Kling Riesenslalom: 26. Platz - Jessica Lindell-Vikarby Abfahrt: 30. Platz Super-G: 26. Platz Super-Kombination: 22. Platz - Maria Pietilä-Holmner Riesenslalom: 24. Platz Slalom: 4. Platz - Anja Pärson Abfahrt: DNF Riesenslalom: 22. Platz Slalom: DNF Super-G: 11. Platz Super-Kombination: Bronze |

### Skilanglauf
| Männer - Marcus Hellner 15 km Freistil: 4. Platz 30 km Doppelverfolgung: Gold Teamsprint (Freistil): im Halbfinale ausgeschieden 4 × 10 km Staffel: Gold 50 km Massenstart (klassisch): 22. Platz - Emil Jönsson Sprint klassisch: im Halbfinale ausgeschieden - Mats Larsson - Björn Lind Sprint klassisch: im Viertelfinale ausgeschieden - Jesper Modin Sprint klassisch: im Viertelfinale ausgeschieden - Johan Olsson 15 km Freistil: 11. Platz 30 km Doppelverfolgung: Bronze 4 × 10 km Staffel: Gold 50 km Massenstart (klassisch): Bronze - Teodor Peterson Sprint klassisch: im Halbfinale ausgeschieden Teamsprint (Freistil): im Halbfinale ausgeschieden - Daniel Rickardsson 15 km Freistil: 22. Platz 30 km Doppelverfolgung: 23. Platz 4 × 10 km Staffel: Gold 50 km Massenstart (klassisch): 7. Platz - Anders Södergren 15 km Freistil: 25. Platz 30 km Doppelverfolgung: 10. Platz 4 × 10 km Staffel: Gold 50 km Massenstart (klassisch): 9. Platz | Frauen - Lina Andersson - Hanna Falk Sprint klassisch: im Viertelfinale ausgeschieden - Anna Haag 10 km Freistil: 4. Platz 15 km Doppelverfolgung: Silber Teamsprint (Freistil): Silber - Ida Ingemarsdotter Sprint klassisch: im Viertelfinale ausgeschieden 15 km Doppelverfolgung: 42. Platz 4 × 5 km Staffel: 5. Platz 30 km klassisch: DNF - Charlotte Kalla 10 km Freistil: Gold 15 km Doppelverfolgung: 8. Platz Teamsprint (Freistil): Silber 4 × 5 km Staffel: 5. Platz 30 km klassisch: 6. Platz - Britta Johansson Norgren 10 km Freistil: 29. Platz 15 km Doppelverfolgung: 53. Platz - Anna Olsson 10 km Freistil: 24. Platz Sprint klassisch: 4. Platz 4 × 5 km Staffel: 5. Platz 30 km klassisch: 9. Platz - Magdalena Pajala Sprint klassisch: im Halbfinale ausgeschieden 4 × 5 km Staffel: 5. Platz |

### Snowboard
Männer
- Daniel Biveson (Parallel)